# 普拉斯基 (愛荷華州)
普拉斯基（英語：Pulaski）是一個位於美國愛荷華州戴維斯縣的城市。

## 地理
普拉斯基的座標為40°41′47″N 92°16′23″W / 40.69639°N 92.27306°W，而該地的平均海拔高度為253米（即830英尺）。

## 人口
根據2010年美國人口普查的數據，普拉斯基的面積為1.32平方千米，當中陸地面積為1.32平方千米，而水域面積為0.00平方千米。當地共有人口283人，而人口密度為每平方千米214人。